# Scarus ghobban
Espèce
Statut de conservation UICN

 LC  : Préoccupation mineure
Le Kakatoi blanc (Seychelles), Perroquet à bandes bleues (Nouvelle-Calédonie, Maldives), Perroquet à bord bleu (Ile Maurice), Perroquet à écailles jaunes (France, Djibouti), Perroquet barbe bleue (France), Perroquet crème (Polynésie) ou Perroquet souris (Polynésie) (Scarus ghobban) est une espèce de poissons perroquets.

## Description et caractéristiques
La phase initiale est beige orangée (parfois dorée), avec cinq barres verticales irrégulières claires et plus ou moins bleutées ; vers le ventre, les écailles deviennent grisâtre (plus ou moins teintées de rose). Le visage est également tatoué de motifs bleu vif, et le même bleu se retrouve en liseré sur les nageoires principales. 
La phase terminale (mâle) est bleu foncé, et la moitié ventrale complètement jaune orangée.
La taille maximale atteint 90 cm.

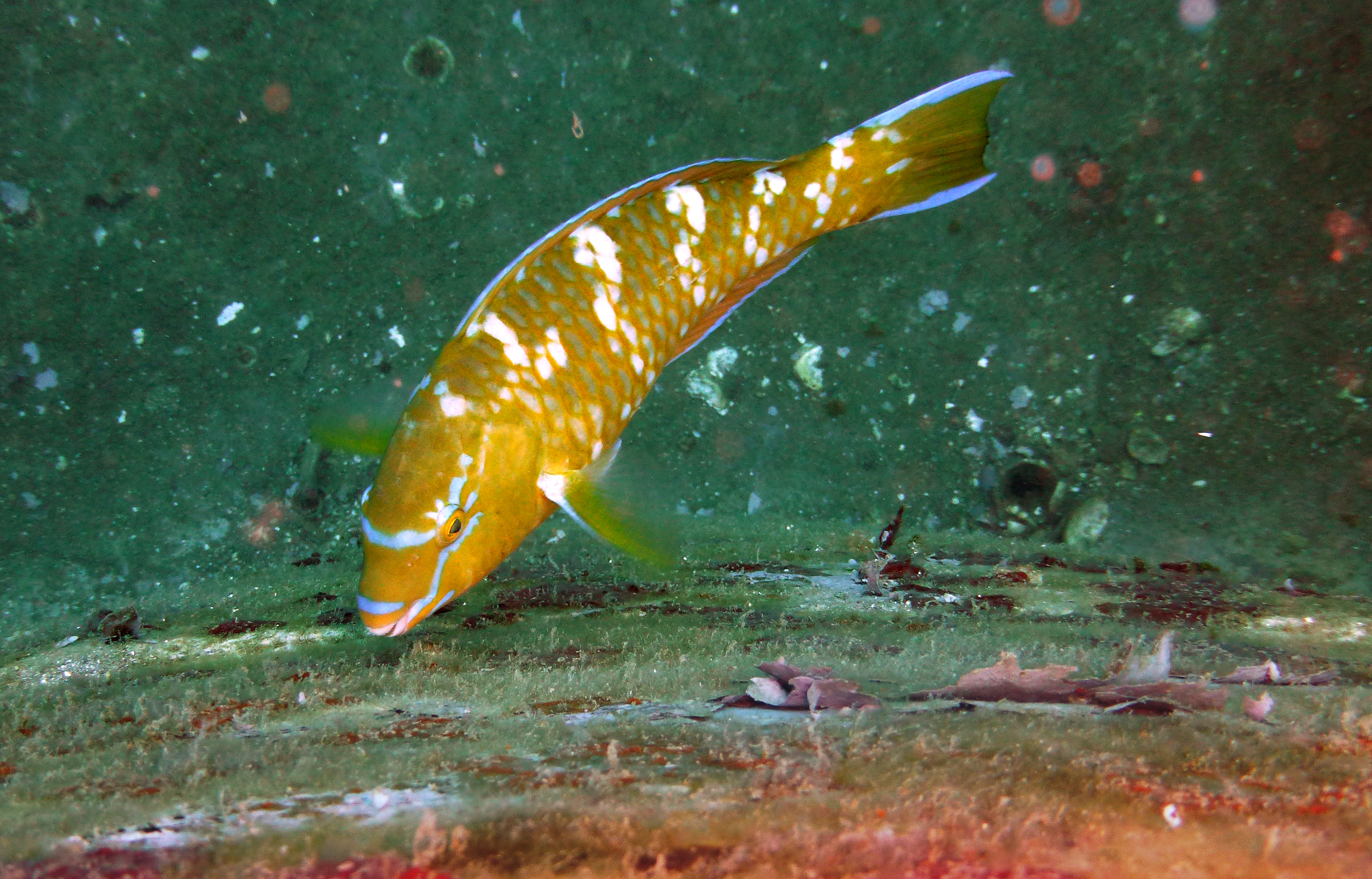
Phase initiale (femelle)
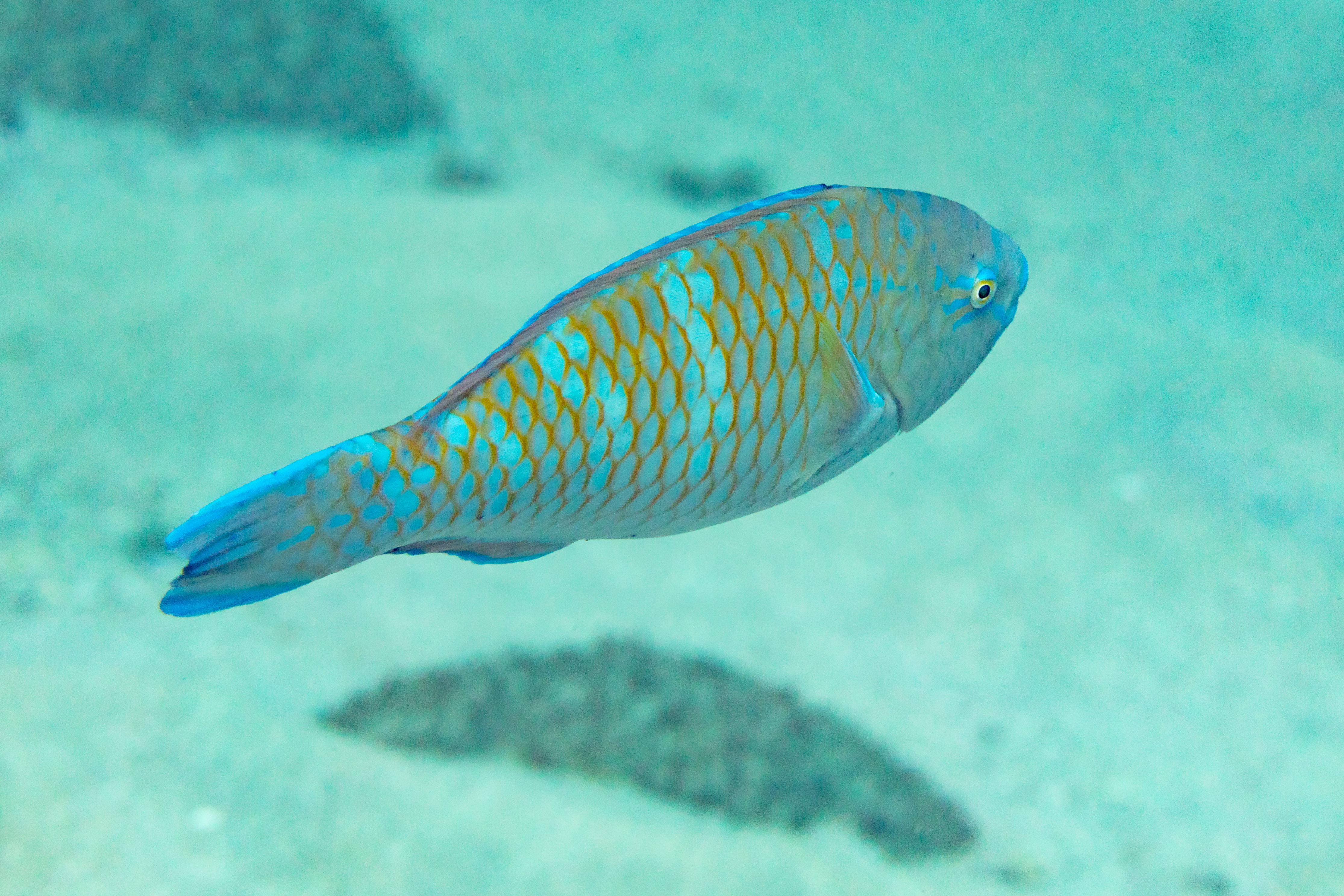
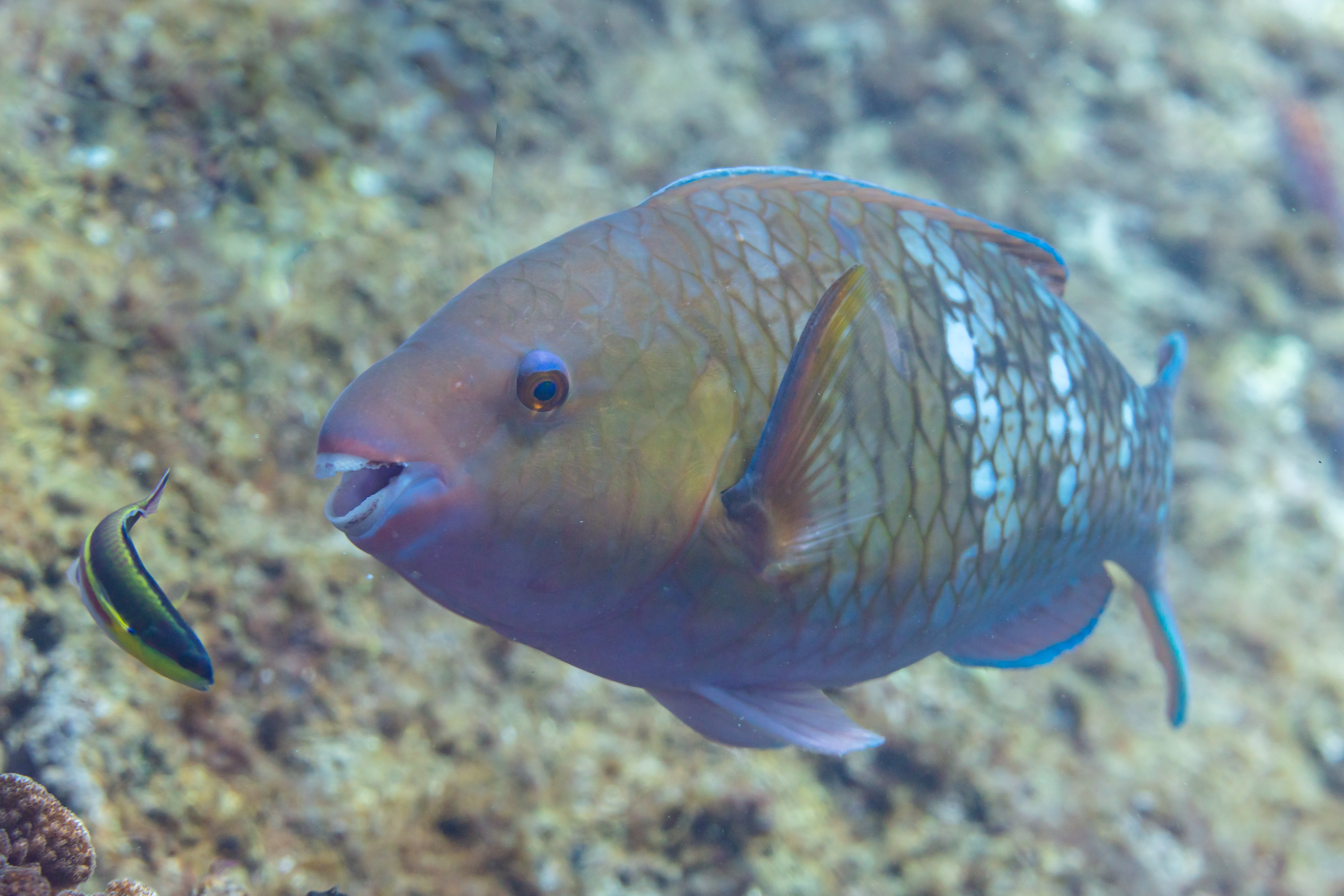
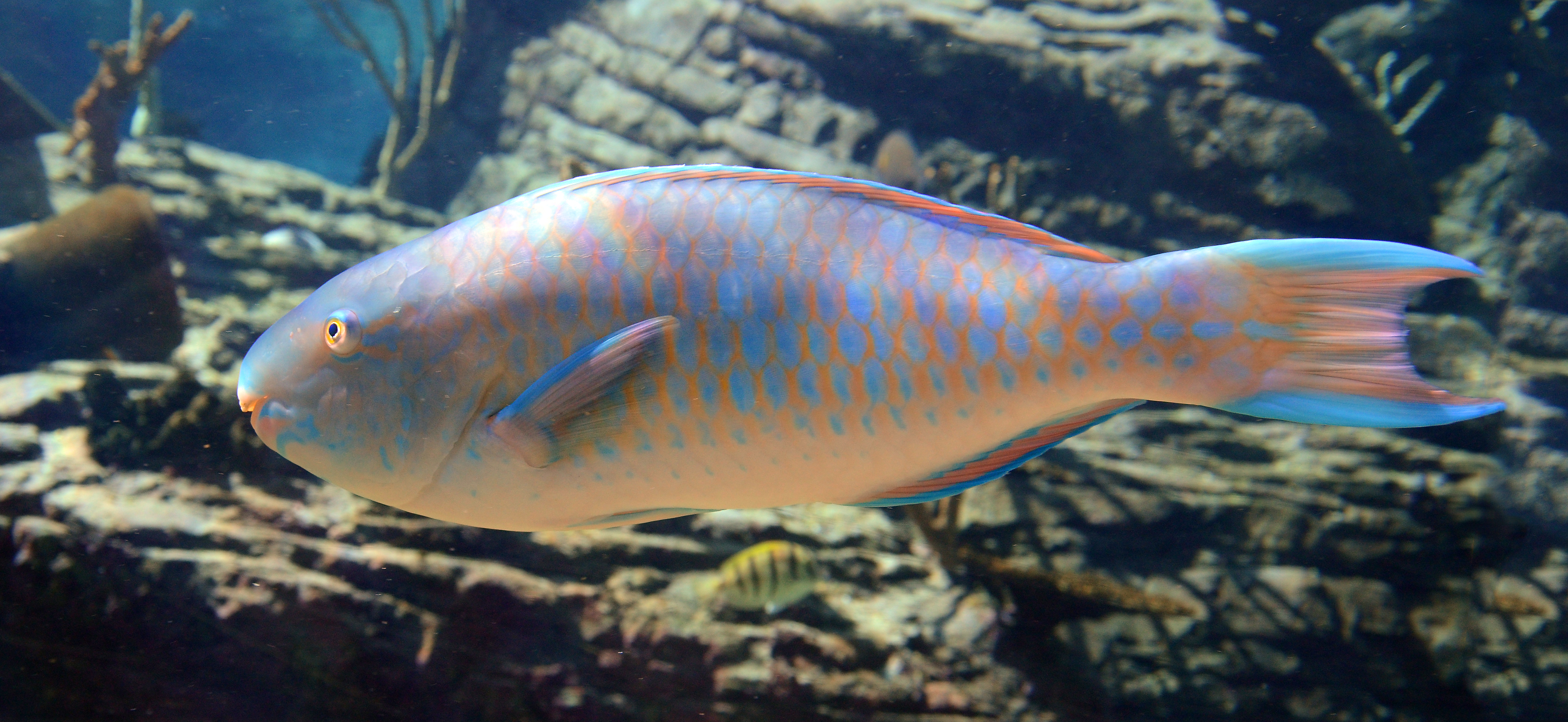
Phase terminale (mâle)

## Habitat et répartition
Cette espèce se rencontre dans l'Indo-Pacifique tropical.